# Rosana dos Santos Augusto
Rosana dos Santos Augusto (sinh ngày 7 tháng 7 năm 1982), thường được gọi là Rosana, là một cầu thủ bóng đá người Brazil, chơi bóng trong vai trò là cầu thủ chạy cánh trái cho đội bóng Bắc Carolina trong giải bóng đá nữ quốc gia. Cô đã từng chơi chuyên nghiệp cho các đội ở Áo, Pháp, Na Uy và Hoa Kỳ. Kể từ khi ra mắt cho đội bóng đá nữ quốc gia Brazil vào tháng 6 năm 2000, cô đã thi đấu hon 100 trận cho đội tuyển quốc gia. Cô cũng từng tham gia thi đấu trong bốn Giải vô địch bóng đá nữ thế giới của FIFA và bốn lần tổ chức của Thế vận hội Mùa hè.

## Sự nghiệp quốc tế
Vào tháng 6 năm 2000, Rosana có trận ra mắt quốc tế tại giải vô địch bóng đá nữ CONCACAF với chiến thắng đậm đà 8–0 khi đấu với đối thủ Costa Rica tại sân vận động Hersheypark, Hershey, Pennsylvania. Là một cầu thủ 18 tuổi, cô chơi tại Thế vận hội Sydney 2000, nơi Brazil đứng thứ tư sau khi thua 2–0 trước Đức trong trận tranh huy chương đồng tại Sân vận động Bóng đá Sydney.
Rosana là một thành viên của đội tuyển quốc gia đã giành huy chương bạc tại cả hai giải đấu bóng đá thuộc khuôn khổ Thế vận hội Mùa hè 2004 và Thế vận hội Mùa hè 2008. Cô được thay ra trong Chung kết Giải vô địch bóng đá nữ thế giới 2007, với kết quả là Brazil để thua 2-0 trước đội tuyển Đức. Tại giải đấu Rosana và các đồng đội Marta, Cristiane và Daniela được mệnh danh là "bốn cầu thủ tuyệt vời".